# Compsibidion campestre
Compsibidion campestre là một loài bọ cánh cứng trong họ Cerambycidae.